# Euphaedra (Gausapia) thalie
Euphaedra (Gausapia) thalie es una especie de Lepidoptera de la familia Nymphalidae, subfamilia Limenitidinae, tribu Adoliadini, pertenece al género Euphaedra, subgénero (Gausapia).

## Localización
Esta especie de Lepidoptera se distribuye por la República Democrática del Congo (África).